# Đại học Chandrakasem Rajabhat

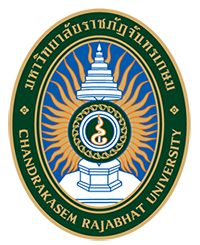
Logo mới của trường Đại học Chandrakasem Rajabhat

Đại học Chandrakasem Rajabhat (tiếng Thái: มหาวิทยาลัยราชภัฏจันทรเกษม) là một trường đại học cung cấp các chương trình đào tạo từ cử nhân đến tiến sĩ tại Thái Lan. Trường được thành lập năm 1940. Đại học Chandrakasem Rajabhat là trường đào tạo giáo viên phổ thông trung học đầu tiên của Thái Lan. Năm 1991, trường đã được Bộ Giáo dục Thái Lan tặng thưởng danh hiệu trường đạo tạo cấp đại học xuất sắc ở Thái Lan. Năm 1992, vua Thái Lan đã đổi tên trường thành Học viện Chandrakasem Rajabhat.
Ngày 14 tháng 6 năm 2004, tất cả các học viện Rajabhat trên toàn Thái Lan được nâng cấp theo một sắc luật Đại học Rajabhat được vua Thái Lan phê chuẩn có hiệu lực thi hành từ ngày 15 tháng 6 năm 2004.